# Боливия на летних Олимпийских играх 2016
Боливия на летних Олимпийских играх 2016 года была представлена 12 спортсменами в 5 видах спорта. Знаменосцем сборной Боливии, как на церемонии открытия Игр, так и на церемонии закрытия была легкоатлетка Анхеле Кастро, ставшая в 2015 году бронзовым призёром Южноамериканского чемпионата в ходьбе на 20 000 метров. По итогам соревнований сборная Боливии, принимавшая участие в своих четырнадцатых летних Олимпийских играх, вновь осталась без медалей.

## Состав сборной
Велоспорт
1. Оскар Солис

 Дзюдо
1. Мартин Мичел

 Лёгкая атлетика
1. Рональ Киспе
2. Марко Антонио Родригес
3. Анхела Кастро
4. Розмери Киспе
5. Венди Корнехо
6. Стефани Коронадо

 Плавание
1. Хосе Альберто Кинтанилья
2. Карен Торрес

 Стрельба
1. Рудольф Книхненбург
2. Карина Гарсия

## Результаты соревнований

### Велоспорт

#### Шоссейный велоспорт
Мужчины
| Соревнование    | Спортсмены  | Время | Место | Отставание |
| --------------- | ----------- | ----- | ----- | ---------- |
| групповая гонка | Оскар Солис | DNF   | DNF   | DNF        |

### Водные виды спорта

#### Плавание
В следующий раунд на каждой дистанции проходят спортсмены, показавшие лучший результат, независимо от места, занятого в своём заплыве.
Мужчины
| Дистанция                | Спортсмены               | Предварительный раунд | Предварительный раунд | Предварительный раунд | Полуфинал            | Полуфинал            | Полуфинал            | Финал                | Финал                |
| Дистанция                | Спортсмены               | Заплыв                | Результат             | Место                 | Заплыв               | Результат            | Место                | Результат            | Место                |
| ------------------------ | ------------------------ | --------------------- | --------------------- | --------------------- | -------------------- | -------------------- | -------------------- | -------------------- | -------------------- |
| 50 метров вольным стилем | Хосе Альберто Кинтанилья | 6                     | 23.35                 | 46                    | Завершил выступление | Завершил выступление | Завершил выступление | Завершил выступление | Завершил выступление |

Женщины
| Дистанция                | Спортсмены   | Предварительный раунд | Предварительный раунд | Предварительный раунд | Полуфинал             | Полуфинал             | Полуфинал             | Финал                 | Финал                 |
| Дистанция                | Спортсмены   | Заплыв                | Результат             | Место                 | Заплыв                | Результат             | Место                 | Результат             | Место                 |
| ------------------------ | ------------ | --------------------- | --------------------- | --------------------- | --------------------- | --------------------- | --------------------- | --------------------- | --------------------- |
| 50 метров вольным стилем | Карен Торрес | 6                     | 26.12                 | 46                    | Завершила выступление | Завершила выступление | Завершила выступление | Завершила выступление | Завершила выступление |

### Дзюдо
Соревнования по дзюдо проводились по системе с выбыванием. В утешительные раунды попадали спортсмены, проигравшие полуфиналистам турнира. Два спортсмена, одержавших победу в утешительном раунде, в поединке за бронзу сражались с дзюдоистами, проигравшими в полуфинале.
Мужчины
| Категория | Спортсмены   | 1/32 финала              | 1/16 финала          | 1/8 финала           | Четвертьфинал        | Полуфинал            | Финал                | Место |
| Категория | Спортсмены   | Соперник Результат       | Соперник Результат   | Соперник Результат   | Соперник Результат   | Соперник Результат   | Соперник Результат   | Место |
| --------- | ------------ | ------------------------ | -------------------- | -------------------- | -------------------- | -------------------- | -------------------- | ----- |
| до 90 кг  | Мартин Мичел | CUBА. Гонсалес П 000:110 | завершил выступление | завершил выступление | завершил выступление | завершил выступление | завершил выступление | 33    |

### Лёгкая атлетика
Мужчины
Шоссейные дисциплины
| Дисциплина              | Спортсмен              | Время   | Место | Отставание |
| ----------------------- | ---------------------- | ------- | ----- | ---------- |
| ходьба на 50 километров | Рональ Киспе           | 4:02:00 | 30    | +21:02     |
| ходьба на 20 километров | Марко Антонио Родригес | 1:25:11 | 45    | +5:57      |

Женщины
Шоссейные дисциплины
| Дисциплина              | Спортсмен        | Время   | Место | Отставание |
| ----------------------- | ---------------- | ------- | ----- | ---------- |
| марафон                 | Розмери Киспе    | 2:58:32 | 117   | +34:28     |
| ходьба на 20 километров | Анхела Кастро    | 1:32:54 | 18    | +4:19      |
| ходьба на 20 километров | Венди Корнехо    | 1:35:17 | 31    | +6:42      |
| ходьба на 20 километров | Стефани Коронадо | 1:37:56 | 43    | +9:21      |

### Стрельба
В январе 2013 года Международная федерация спортивной стрельбы приняла новые правила проведения соревнований на 2013—2016 года, которые, в частности, изменили порядок проведения финалов. Во многих дисциплинах спортсмены, прошедшие в финал, теперь начинают решающий раунд без очков, набранных в квалификации, а финал проходит по системе с выбыванием. Также в финалах после каждого раунда стрельбы из дальнейшей борьбы выбывает спортсмен с наименьшим количеством баллов. В скоростном пистолете решающие поединки проходят по системе попал-промах. В стендовой стрельбе добавился полуфинальный раунд, где определяются по два участника финального матча и поединка за третье место.
Мужчины
| Соревнование        | Спортсмены          | Квалификация | Квалификация | Полуфинал     | Полуфинал     | Финал                | Финал                |
| Соревнование        | Спортсмены          | Результат    | Место        | Результат     | Место         | Соперник/ Результат  | Место                |
| ------------------- | ------------------- | ------------ | ------------ | ------------- | ------------- | -------------------- | -------------------- |
| пистолет, 50 метров | Рудольф Книхненбург | 522          | 41           | не проводится | не проводится | завершил выступление | завершил выступление |

Женщины
| Соревнование                       | Спортсмены    | Квалификация | Квалификация | Полуфинал     | Полуфинал     | Финал                 | Финал                 |
| Соревнование                       | Спортсмены    | Результат    | Место        | Результат     | Место         | Соперник/ Результат   | Место                 |
| ---------------------------------- | ------------- | ------------ | ------------ | ------------- | ------------- | --------------------- | --------------------- |
| пневматическая винтовка, 10 метров | Карина Гарсия | 405,6        | 44           | не проводится | не проводится | завершила выступление | завершила выступление |